# Musée d'Art Taro Okamoto
Le musée d'Art Taro Okamoto (岡本太郎美術館, Okamoto Tarō Bijutsukan) est un musée d'art situé à Tama-ku, arrondissement de Kawasaki au Japon. Ce musée collecte et préserve les œuvres de Taro Okamoto et ses parents Kanoko et Ippei.

## Histoire
Les travaux de construction du musée ont commencé en novembre 1996, ils ont été achevés en juillet 1999 et le musée a ouvert ses portes en octobre 1999. 

## Accès
- Le musée est situé à environ 17 minutes à pied de la station Mukōgaoka-Yūen sur la ligne Odakyu .